# Polymixis
Polymixis är ett släkte av fjärilar som beskrevs av Jacob Hübner 1820. Polymixis ingår i familjen nattflyn.

## Bildgalleri

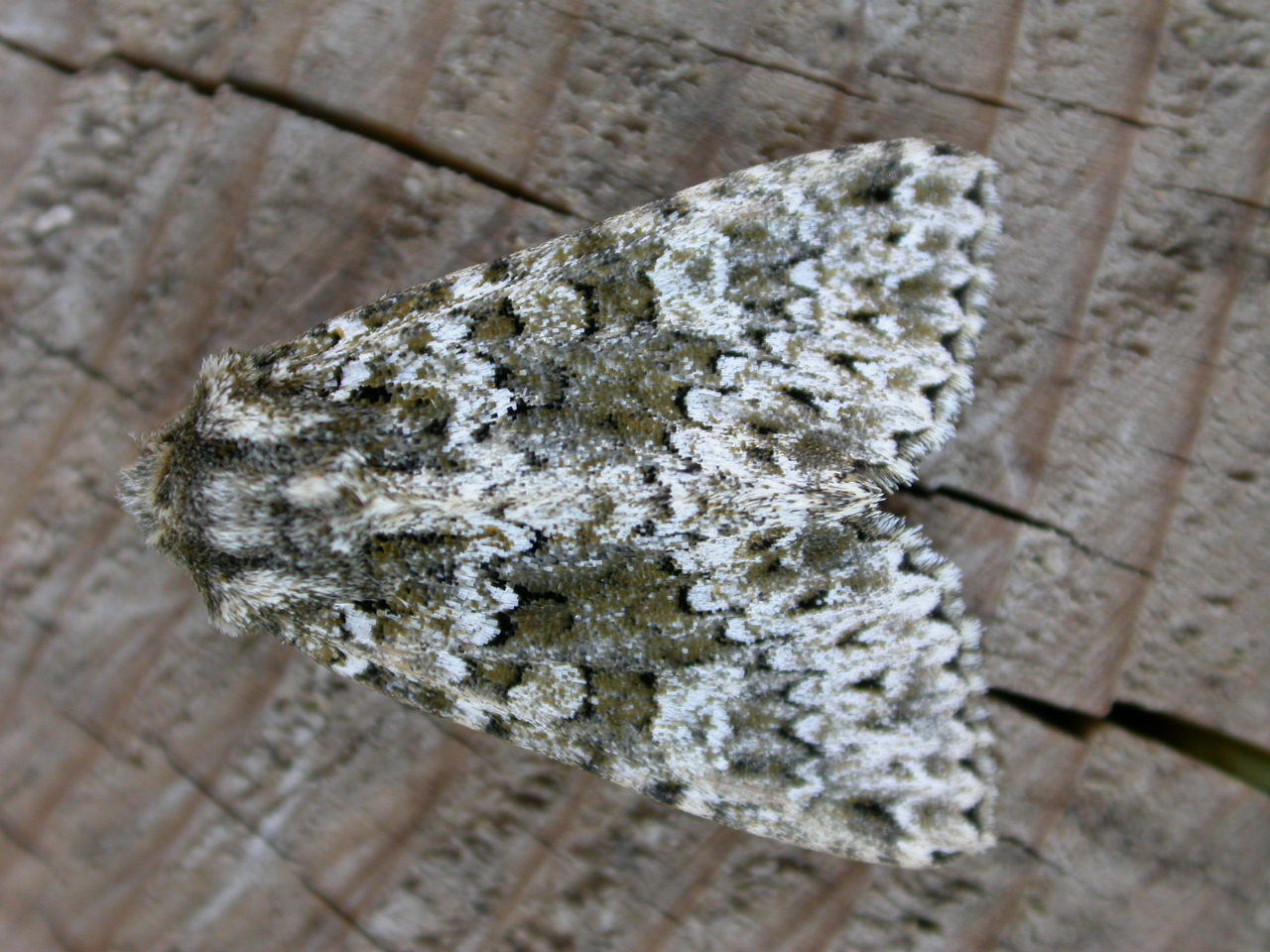

## Dottertaxa tillPolymixis, i alfabetisk ordning[1][2]
- Polymixis aithalodes
- Polymixis albescens
- Polymixis anceps
- Polymixis apora
- Polymixis argillaceago
- Polymixis aritzensis
- Polymixis asphodeli
- Polymixis asphodelioides
- Polymixis aurantiomaculata
- Polymixis bacheri
- Polymixis bischoffii
- Polymixis boursini
- Polymixis bousseaui
- Polymixis caerulescens
- Polymixis caesia
- Polymixis calida
- Polymixis calvescens
- Polymixis canescens
- Polymixis carducha
- Polymixis caroli
- Polymixis chehebia
- Polymixis chrysographa
- Polymixis culoti
- Polymixis deliciosa
- Polymixis discalis
- Polymixis dubia
- Polymixis dubiosa
- Polymixis dysodea
- Polymixis enceladaea
- Polymixis erythra
- Polymixis farinosa
- Polymixis flavicincta
- Polymixis flavicinctamajor
- Polymixis flavidior
- Polymixis germana
- Polymixis gilva
- Polymixis hadenina
- Polymixis hagar
- Polymixis heinrichi
- Polymixis iatnana
- Polymixis infuscata
- Polymixis intermedia
- Polymixis isolata
- Polymixis johni
- Polymixis juditha
- Polymixis lajonquierei
- Polymixis laportei
- Polymixis limbara
- Polymixis luna
- Polymixis lutea
- Polymixis luteopicta
- Polymixis lutescens
- Polymixis mandschurica
- Polymixis manisadjiani
- Polymixis meftouha
- Polymixis meridionalis
- Polymixis mucida
- Polymixis munda
- Polymixis mus
- Polymixis nigrella
- Polymixis nigrocincta
- Polymixis nigrotincta
- Polymixis nivea
- Polymixis nivescens
- Polymixis niviplaga
- Polymixis ochracea
- Polymixis olivascens
- Polymixis pallidior
- Polymixis pamiridia
- Polymixis paradisiaca
- Polymixis philippsi
- Polymixis plumbea
- Polymixis plumbina
- Polymixis polymita
- Polymixis polymorpha
- Polymixis pumicosa
- Polymixis rebecca
- Polymixis rediens
- Polymixis reisseri
- Polymixis rhododactyla
- Polymixis ridens
- Polymixis rmadia
- Polymixis rondoui
- Polymixis roseotincta
- Polymixis rosinae
- Polymixis rosinata
- Polymixis ruficincta
- Polymixis rufocincta
- Polymixis ruforadiata
- Polymixis rungsi
- Polymixis sahariensis
- Polymixis salmonea
- Polymixis schwingenschussi
- Polymixis seladonia
- Polymixis serpentina
- Polymixis shensiana
- Polymixis squamosa
- Polymixis statices
- Polymixis stictineura
- Polymixis stupenda
- Polymixis styriaca
- Polymixis sublutea
- Polymixis subvenusta
- Polymixis typhonia
- Polymixis venusta
- Polymixis viettei
- Polymixis viridiobscura
- Polymixis viridula
- Polymixis xanthomista
- Polymixis zagrobia
- Polymixis zophodes